# Dickie Roberts - Ex piccola star
Dickie Roberts - Ex piccola star (Dickie Roberts: Former Child Star) è un film statunitense del 2003 diretto da Sam Weisman.